# Metaanalízis
A metaanalízis (vagy metaelemzés) egy olyan statisztikai analízis, amely több tudományos tanulmány eredményeit összegzi. Metaanalízist akkor lehet végezni, amikor több tudományos tanulmány ugyanazzal a kérdéssel foglalkozik, és ahol számítani lehet valamilyen szintű hibára a különálló tanulmányok felméréseinek eredményét illetően. A cél ekkor statisztikai megközelítések alkalmazása, hogy egy közös becsléssel levonjanak egy, a megismert hibákra alapozott,eddig ismeretlen közös igazságot. A metaanalízis módszerei egyfajta súlyozott átlagot mutatnak az önálló tanulmányok eredményei alapjá. Ezen túl, hogy a közös igazság becsült értékét meghatározza, a metaanalízis képes arra, hogy különböző tanulmányok eredményeit összevesse, mintázatot mutasson ki köztük, az eredmények eltéréseinek forrásaira utaljon, vagy más érdekes kapcsolatokra vessen fényt a többféle tanulmány kontextusában.[1]
Ennek a megközelítésnek legfőbb előnye, hogy információk összesítése révén nagyobb statisztikai erő és erősebb pontbecslés érhető el, mint amelyre az önálló tanulmányokból származó mérések lehetőséget adnának. Ettől függetlenül a metaanalízis készítésében egy kutatónak válogatnia kell, amely befolyásolhatja az eredményeket, beleértve a tanulmánykiválasztás módjának eldöntését, a tanulmányok objektív kritériumok alapján történő kiválasztását, a hiányos adatok kezelését, az adatelemzést és a publikációs torzítással való elszámolás kapcsán hozott döntést.[2] A metaanalízis készítése során hozott választások hatással lehetnek az eredményekre. Például Wanous és kollégái négy pár, négy témában készült metaanalízist vizsgáltak a munkateljesítmény és elégedettség kapcsolatáról, az állás realisztikus bemutatásáról (RJP), a szerepkonfliktusok és a kétértelműség kapcsolatáról, valamint az elégedettség és munkából való távolmaradás kapcsolatáról, és bemutatták, a kutatók által hozott sokféle ítélet milyen különböző eredményeket szült.[3]
A metaanalízisek gyakran (de nem mindig) fontos részét képezik a szisztematikus áttekintő közlemények folyamatának. Például metaanalízis használható egy kezelés több klinikai vizsgálat összegzésére azzal a céllal, hogy alaposabban megérthessük, hogy a kezelés mennyire hatásost. A metaanalízis másodlagos forrás.[5][6]

## Története
A metaanalízis fogalma 1976-ban született meg, amikor Gene Glass statisztikus megalkotta a kifejezést, amelyet így definiált: „a metaanalízis az elemzések elemzése.” Glass célja az volt, hogy egy olyan módszert írjon le, amely lehetővé teszi különböző vizsgálatok eredményeinek összesítését és a kapcsolatok, illetve hatások mérését. Bár Glass nevéhez kötik a modern metaanalízis alapjainak lefektetését, a módszer korábbi példái is ismertek. Az egyik ilyen korai példa Karl Pearson 1904-es tanulmánya, amely a British Medical Journalban jelent meg, és több tífuszoltással kapcsolatos vizsgálat adatainak elemzését foglalta össze. Ezt a munkát tekintik az első alkalomnak, amikor metaanalitikus megközelítést alkalmaztak több klinikai vizsgálat eredményeinek szintetizálására. Korai metaanalízisek más területeken is megjelentek, például foglalkozási alkalmassági vizsgálatokban és a mezőgazdaságban.
A metaanalízis történetében mérföldkőnek számít az első modellalapú metaanalízis, amelyet 1978-ban Mary Lee Smith és Gene Glass publikált a pszichoterápia eredményességéről. Az ezt követő időszakban a módszer érvényességét és alkalmazhatóságát illetően jelentős vita alakult ki. Például Hans Eysenck, egy neves pszichológus, élesen kritizálta a metaanalízist: 1978-as cikkében „a mega butaság gyakorlatának” nevezte, később pedig „statisztikai alkímiának.” E kritikák ellenére a metaanalízis alkalmazása folyamatosan terjedt. 1991-re már 334 metaanalízist publikáltak, míg 2014-re ez a szám elérte a 9135-öt.
A metaanalízis az 1970-es évek óta széles körben elterjedt, és számos tudományterületet meghódított, például a pszichológiát, az orvostudományt és az ökológiát. Az elmúlt évtizedekben a bizonyítékok szintézisével foglalkozó közösségek és szervezetek létrejötte nagyban hozzájárult a módszerek és eszközök fejlesztéséhez, valamint a tudományágak közötti tudásmegosztáshoz. Az új módszerek és szoftverek tovább bővítették a metaanalízis alkalmazási lehetőségeit, így a módszer mára a kutatási eredmények szintézisének egyik kulcsfontosságú eszközévé vált.

## Adatgyűjtés
A metaanalízis egyik kulcsfontosságú lépése az adatgyűjtés, amelyhez alaposan megtervezett keresési stratégiák szükségesek. A hatékony adatbázis-keresés érdekében elengedhetetlen a megfelelő kulcsszavak és keresési szűrők meghatározása. Az irodalomkeresést olyan technikák segíthetik, mint a Boolean-operátorok és különféle keresési korlátok alkalmazása. Számos adatbázis áll rendelkezésre (például PubMed, Embase, PsychInfo), de a kutatónak kell kiválasztania az adott kutatási terület szempontjából legrelevánsabb forrásokat. Gyakori módszer, hogy több adatbázison keresztül egyszerre végeznek kereséseket, hogy a lehető legtöbb releváns anyagot lefedjék.
Az adatgyűjtés során érdemes átnézni a releváns tanulmányok hivatkozási listáit is, mivel ezek további fontos forrásokat rejthetnek. A kezdeti keresés gyakran nagyszámú tanulmányt eredményez, amelyek közül sokat már az absztrakt vagy a cím alapján kizárhatunk, ha nem felelnek meg az előre meghatározott kritériumoknak. Azokat a tanulmányokat, amelyek potenciálisan relevánsak, alaposabb elemzés céljából meg kell tartani. A keresés eredményeit érdemes egy PRISMA-ábrában (egy meta-elemzésekben elfogadott standard) összefoglalni, amely nyomon követi a tanulmányok kiválasztásának és kizárásának folyamatát. Az ábrában fel kell tüntetni a kezdeti találatok számát, valamint azt, hogy hány tanulmányt vetettek el és miért.
A keresési stratégia specifikus és jól dokumentált kell, hogy legyen, hogy mások is megismételhessék a folyamatot. Fontos megadni a keresett tanulmányok időtartományát, valamint a keresés pontos dátumát. Az adatgyűjtéshez szabványosított űrlapok használhatók, amelyek segítenek rendszerezni a releváns adatokat. A korrelációs adatok metaanalíziséhez például gyakran Pearson-féle r statisztikát alkalmaznak. A részleges korrelációk általában kizárásra kerülnek a gyűjtésből, mivel azok torzíthatják az eredményeket, különösen, ha a zavaró tényezők tanulmányonként eltérőek.
Az adatgyűjtés során nemcsak a hatásméretekre kell koncentrálni, hanem más fontos tényezőkre is, például a résztvevők demográfiai adataira (pl. átlagéletkor) vagy a kutatás minőségére. Számos eszköz létezik a tanulmányok minőségének és a torzítás kockázatának értékelésére. Ezek az eszközök olyan tényezőket vizsgálnak, mint a függő változók mérésének megbízhatósága, a résztvevők megfelelő kiválasztása és a zavaró tényezők kontrollja.
Fontos kérdés, hogy bevonjuk-e a szürke irodalom (gray literature) tanulmányait is (például konferencia-összefoglalók, disszertációk, preprintek). Bár ezek a források segíthetnek csökkenteni a publikációs torzítást, gyakran alacsonyabb módszertani minőségűek, mint a hivatalosan publikált tanulmányok. Ráadásul a konferencia-kiadványokban közölt adatok nem mindig következetesek a később publikált verziókhoz képest; a kutatások szerint az ilyen eltérések a publikált tanulmányok mintegy 20%-ánál előfordulhatnak.

## Módszerek és feltételezések

### Megközelítések
A metaanalízis során kétféle bizonyítéktípust különböztetünk meg: egyéni résztvevői adatok (IPD) és összesített adatok (AD). Az összesített adatok kétféleképpen jelenhetnek meg: közvetlen vagy közvetett formában.
Az összesített adatok (AD) gyakrabban elérhetők, például a szakirodalomból, és általában összegző becsléseket, mint például esélyhányadosokat vagy relatív kockázatokat tartalmaznak. A közvetett összesített adatok ezzel szemben két kezelés hatását mérik, amelyeket egy-egy metaanalízisben ugyanazzal a kontrollcsoporttal hasonlítottak össze. Például, ha az A és B kezelést külön metaanalízisekben összevetették a placebóval, ezek az eredmények felhasználhatók arra, hogy egy közvetett összehasonlítással becsüljük meg az A vs. B hatását. Ez egyszerűen az A vs. placebo hatásból kivont B vs. placebo hatással számolható ki.
Az egyéni résztvevői adatok (IPD) a vizsgálatok során gyűjtött nyers adatokat jelentik, amelyeket közvetlenül a kutatási központoktól szereznek be. Az IPD és AD közötti különbségtétel szükségessé tette a különböző metaanalitikai módszerek kifejlesztését, amelyek az egy- és kétlépcsős megközelítések alapját képezik.
- Az egylépcsős módszereknél az összes vizsgálatból származó IPD-t egyszerre modellezik, miközben figyelembe veszik a résztvevők vizsgálaton belüli klaszterezését.
- A kétlépcsős módszerek először minden egyes tanulmányra vonatkozóan kiszámítják az AD-összegző statisztikákat, majd ezekből az általános statisztikát a tanulmányok súlyozott átlagaként számítják ki.

A kétlépcsős módszerek előnye, hogy az IPD-t AD-re egyszerűsítve is alkalmazhatók, ami rugalmassá teszi őket, még akkor is, ha nyers adatok (IPD) rendelkezésre állnak. Bár sokáig azt gondolták, hogy az egy- és kétlépcsős megközelítések általában hasonló eredményeket adnak, újabb kutatások rámutattak, hogy bizonyos esetekben eltérő következtetésekre vezethetnek. Ezért a módszer megválasztása jelentősen befolyásolhatja a metaanalízis eredményeit.

### Statisztikai modellek összesített adatokra

#### Fix hatás modell
A rögzített hatásmodell, vagy fix hatás modell lényege, hogy a bevont tanulmányok becsléseiből egy súlyozott átlagot számít. A súlyozás során általában a tanulmányok becsléseinek varianciájának reciprokát használják - vagyis a kisebb varianciájú, nagyobb mintaszámú tanulmányok nagyobb súllyal járulnak hozzá az átlaghoz, mint a kisebb tanulmányok. Ennek eredményeként, ha egy metaanalízisben van egy nagyon nagy méretű tanulmány, annak eredménye dominálhatja az elemzést, miközben a kisebb tanulmányok hatása elhanyagolhatóvá válik.
A rögzített hatásmodell alapvető feltételezése, hogy az összes bevont tanulmány ugyanazt a populációt vizsgálja, és ugyanazokat a változókat és eredménydefiníciókat alkalmazza. Ez azt jelenti, hogy a tanulmányok között nincsenek lényeges különbségek (heterogenitás). Ez a feltételezés azonban sok esetben nem reális, mivel a különböző tanulmányok gyakran eltérő módszereket, résztvevőket és körülményeket használnak, amelyek eltérő eredményekhez vezethetnek.
Matematikai szempontból a rögzített hatásmodell azt feltételezi, hogy minden egyes tanulmány becsült hatásmérete (például az esélyhányados) egy ismeretlen, de fix valódi hatás körüli normális eloszlású érték. A mintavételi szórásokat, azaz a tanulmányok bizonytalanságát, ismertnek tekintik, és ezek határozzák meg, hogy az adott tanulmány mennyire járul hozzá a végső becsléshez. Ez a modell tehát nem veszi figyelembe az esetleges tanulmányok közötti heterogenitást, amely sokszor jelen van a való életben végzett kutatásokban.

#### Véletlen modell (random effects modell)
A metaanalízisek többsége olyan tanulmányok alapján készül, amelyek módszereikben és/vagy a bevont minták jellemzőiben nem teljesen egyeznek meg. Ez a különbség a módszerekben és a mintákban változatosságot, azaz heterogenitást eredményezhet az eredmények között. A heterogenitás modellezésének egyik módja, hogy azt tisztán véletlenszerűnek tekintjük. A véletlen hatású metaanalízis során alkalmazott súlyozás két lépésben történik:
1. Fordított variancia súlyozás: Az egyes tanulmányok becsléseinek bizonytalansága alapján súlyozunk.
2. A fordított variancia súlyozás „kiegyensúlyozása”: Egy véletlen hatások variancia-komponens (REVC) alkalmazásával, amelyet az egyes tanulmányok hatásméreteinek variabilitása alapján számítunk ki.

Minél nagyobb a hatásméretek közötti eltérés (heterogenitás), annál nagyobb mértékben csökken a fordított variancia súlyozás hatása. Ha a heterogenitás nagyon magas, a véletlen hatású metaanalízis eredménye egyszerűen a tanulmányok súlyozatlan átlagára redukálódhat. Ezzel szemben, ha a heterogenitás alacsony (vagy nem haladja meg a mintavételi hibák szintjét), a véletlen hatású modell eredménye visszatér a rögzített hatású modellhez, amely csak a fordított variancia súlyozást alkalmazza.
A heterogenitás két fő tényezőtől függ:
- A tanulmányok pontosságának különbségei (mennyire megbízhatók az egyes vizsgálatok).
- A hatásméretek közötti eltérések.

Mivel ezek a tényezők nem feltétlenül tükrözik azt, hogy egy nagyobb tanulmány hibásabb, vagy egy kisebb tanulmány megbízhatóbb, a súlyok újraelosztása nem mindig felel meg a tanulmányok tényleges értékének. Ráadásul, ahogy növekszik a heterogenitás, a súlyok egyre inkább a kisebb tanulmányok felé tolódnak, mígnem végül minden tanulmánynak azonos súlyt adnak.
Egy másik probléma, hogy a véletlen hatású modellekben gyakran használt konfidencia-intervallumok alábecsülhetik a statisztikai hibát, ami túlzottan magabiztos következtetéseket eredményezhet. Ennek kijavítására több módszert is javasoltak, de a vita továbbra is folyik. Emellett az átlagos kezelés hatása néha kevésbé konzervatív lehet, mint a rögzített hatásmodell eredménye, ami félrevezető lehet. Az egyik javaslat az volt, hogy egy előrejelzési intervallumot adjunk a véletlen hatású becslések mellé, amely bemutatja a lehetséges hatások tartományát a gyakorlatban. Azonban ennek feltétele, hogy a vizsgálatok homogénnek tekinthetők, ami a gyakorlatban ritkán teljesül.
A tanulmányok közötti variancia becslésére számos módszer létezik, például a korlátozott maximális valószínűség becslés (REML), amely az egyik legkevésbé torzító eljárás. Ezek a módszerek többféle szoftverrel használhatók, például Excel, Stata, SPSS vagy R programokkal.
A metaanalízisek többsége azonban csak 2–4 tanulmányt foglal magában, ami gyakran nem elegendő a heterogenitás pontos becsléséhez. Ilyen kis elemszámú elemzésekben gyakori az a hiba, hogy a tanulmányok közötti varianciát nullának becsülik, ami téves homogenitási feltételezést eredményezhet. Ezért javasolt, hogy az ilyen elemzések során érzékenységi vizsgálatokat végezzenek, amelyek magasabb heterogenitási szinteket is feltételeznek.
Végezetül, azoknak a kutatóknak, akik egyéni betegadatokat (IPD) szeretnének elemezni, vegyes hatású modellezési megközelítéseket kell alkalmazniuk, amelyek különböznek a tanulmányi szintű adatokra épülő modellektől.

#### Minőségi hatások modellje (quality effects model)
Doi és Thalib eredetileg a minőségi hatások modellt (quality effects model) vezették be. Ez az új megközelítés az egyes tanulmányok közötti variabilitás kiigazítására nemcsak a véletlen hibából eredő varianciát veszi figyelembe (amelyet a rögzített hatású modellek is használnak), hanem a módszertani minőségből eredő varianciát is beépíti a súlyozási folyamatba.
A minőségi hatások metaanalízis előnye, hogy lehetővé teszi a rendelkezésre álló módszertani bizonyítékok alkalmazását a szubjektív véletlen hatások helyett, ezáltal csökkentve a módszertan és a statisztikai elemzések között kialakult káros szakadékot a klinikai kutatásokban. Ehhez egy szintetikus torzítási varianciát számítanak ki, amelyet a minőségre vonatkozó információk alapján állítanak össze. Ez módosítja az inverz variancián alapuló súlyokat, így bevezetik az adott tanulmány (i) minőséghez igazított súlyát.
Az így módosított súlyokat használják a metaanalízisben. Más szavakkal, ha egy adott tanulmány (például az i. tanulmány) jó minőségű, míg a többi tanulmány gyengébb minőségű, akkor a minőséghez igazított súlyok egy részét matematikailag átcsoportosítják a jobb minőségű tanulmányra, növelve annak hozzájárulását az összesített hatásmérethez. Ahogy a tanulmányok minőségében csökkennek a különbségek, az átcsoportosítás mértéke fokozatosan csökken, és végül megszűnik, amikor minden tanulmány azonos minőségűvé válik. Ilyen esetben a minőségi hatások modell automatikusan az IVhet modellhez tér vissza.
Egy nemrégiben elvégzett értékelés azt mutatta, hogy a minőségi hatások modellje – a minőségértékelés szubjektivitása ellenére – jobb teljesítményt nyújt (például kisebb átlagos négyzetes hibával és pontosabb becslésekkel) a véletlen hatások modelljéhez képest. Ez a modell így helyettesíti az irodalomban elterjedt, gyakran téves értelmezéseket, és egy elérhető szoftverrel tovább is vizsgálható ez a módszer.

## Kihívások
A több kisebb tanulmány metaanalízise nem mindig képes pontosan előre jelezni egyetlen nagy tanulmány eredményeit. Egyes vélemények szerint ennek gyenge pontja, hogy a módszer nem képes kezelni az elfogultság forrásait: egy jól végzett metaanalízis sem képes kijavítani az eredeti tanulmányok hibás tervezését vagy elfogultságát. Ez azt jelenti, hogy csak olyan módszertanilag megbízható tanulmányokat lenne érdemes bevonni a metaanalízisbe, amit "legjobb bizonyítékok szintézisének" neveznek.
Más kutatók úgy vélik, hogy a gyengébb minőségű tanulmányokat is be lehetne vonni, ha egy tanulmányszintű prediktort alkalmaznának, amely tükrözi a tanulmányok módszertani minőségét, így vizsgálva azok hatását a hatásméretre.
Vannak olyan vélemények is, amelyek szerint jobb megközelítés, ha megőrizzük a vizsgálati minta varianciájára vonatkozó információkat, és minél szélesebb körben gyűjtjük az adatokat. Ezen elmélet szerint a szigorú módszertani választási kritériumok szubjektivitást vihetnek a folyamatba, ami veszélyeztetheti a megközelítés célját.
A tudományos közösség egyre inkább támogatja az „élő metaanalízis” eszközeit, amelyek lehetővé teszik a kutatók számára, hogy folyamatosan frissítsék az adatokat, így minimalizálva a szubjektív döntéseket, és segítve a tudományos gyakorlat nyitottabbá válását.

### Publikációs torzítás: a "fiók-probléma"
A publikált tanulmányokra való támaszkodás egy másik lehetséges problémát jelent, mivel a publikációs torzítás miatt az eredmények eltúlzottak lehetnek. Ennek oka, hogy a negatív vagy nem jelentős eredményeket tartalmazó tanulmányokat kisebb valószínűséggel publikálják. Például a gyógyszeripari cégek gyakran elrejtik a negatív eredményeket, és a kutatók figyelmen kívül hagyhatják azokat a tanulmányokat, amelyek nem kerültek publikálásra, például a disszertációkat vagy konferencia-összefoglalókat. Ennek a problémának a megoldása nem egyszerű, mivel nem tudjuk pontosan, hány tanulmány maradt publikálatlan.
Ez az ún. "fiókhatás" probléma, amely akkor fordul elő, amikor a negatív vagy nem szignifikáns eredményeket elrejtik, és torzítják a hatásméretek eloszlását, így tévesen megnövelve a publikált tanulmányok szignifikanciáját. Ezt figyelembe kell venni a metaanalízis eredményeinek értelmezésekor.
A hatásméretek eloszlását gyakran tölcsérdiagramon ábrázolják, amely a standard hiba és a hatásméret közötti szórást mutatja. A kisebb tanulmányok, amelyek nagyobb standard hibával rendelkeznek, nagyobb szórást mutatnak a hatás méretében, míg a nagyobb tanulmányok kisebb szórással rendelkeznek. Ha sok negatív tanulmány nem lett publikálva, a megmaradt tanulmányok olyan aszimmetrikus tölcsérdiagramot eredményezhetnek, amely az egyik oldalra eltolódik. Ezzel szemben, ha nincs publikációs torzítás, a tölcsérdiagram szimmetrikus lenne. Azt is jelenti, hogy ha nincs torzítás, a standard hiba és a hatásméret között nem lenne kapcsolat.
A tölcsérdiagram mellett statisztikai módszerek is léteznek a publikációs torzítás kimutatására, de ezek hatékonysága gyakran alacsony, és bizonyos körülmények között téves pozitív eredményt adhatnak. A kis tanulmányok hatásai, amelyek módszertani különbségeket tartalmaznak, szintén aszimmetriát okozhatnak a hatásméretek eloszlásában, ami hasonlít a publikációs torzításra. A metaanalízisek szerzőinek ezért fontos, hogy figyelembe vegyék a torzítás lehetséges forrásait.
A publikációs torzítás problémája azért sem elhanyagolható, mivel egyes kutatások szerint a pszichológiai tudományok területén végzett metaanalízisek negyede érintett lehet ebben a torzításban. Azonban a tesztek alacsony teljesítménye és a tölcsérdiagramok vizuális problémái miatt a torzítás becslései gyakran alulértékeltek. A legtöbb vita a statisztikailag szignifikáns eredmények előnyben részesítésére összpontosít a folyóiratokban, de a kérdéses kutatási gyakorlatok, mint például a statisztikai modellek módosítása, amíg a szignifikancia el nem érhető, szintén hozzájárulhatnak a statisztikailag szignifikáns eredmények előtérbe kerüléséhez.

## Alkalmazásai a modern tudományban
A modern statisztikai metaanalízis nem csupán a különböző vizsgálatok hatásméreteinek súlyozott átlagának kiszámítására képes. Lehetővé teszi annak vizsgálatát is, hogy a tanulmányok eredményei nagyobb eltérést mutatnak-e, mint amit a kutatásban résztvevő személyek számának különbözősége indokolna. Ezen kívül a vizsgálatok jellemzői, mint például az alkalmazott mérőeszköz, a minta jellege vagy a kutatások tervezése, kódolhatóak és felhasználhatók a variancia becslésének pontosítására, így a tanulmányok módszertani gyengeségei statisztikailag korrigálhatóak.
A metaanalízis további alkalmazási lehetőségei közé tartozik például a klinikai előrejelzési modellek fejlesztése és validálása. Ilyen esetekben a metaanalízis segítségével egyesíthetők a különböző kutatóközpontokból származó egyéni résztvevői adatok, és ezek alapján értékelhető a modell általánosíthatósága. Emellett metaanalízis használható meglévő előrejelzési modellek aggregálására is.
A metaanalízis alkalmazható egyrésztvevős és csoportos kutatási tervekkel egyaránt, ami fontos, mivel sok kutatás készült egyalanyos tervekkel. Az egyalanyos kutatások metaanalízis technikájáról jelentős vita folyik.
A metaanalízis arra is lehetőséget ad, hogy az egyes vizsgálatok statisztikai szignifikanciájától eltérően a hatásméret gyakorlati jelentőségére összpontosítson. Ezt a szemléletet "metaanalitikus gondolkodásnak" nevezik. A metaanalízis eredményeit gyakran erdődiagram segítségével mutatják be.
A vizsgálatok eredményeit különböző módszerekkel kombinálhatják. Az egészségügyi kutatásokban például az „inverz variancia módszer” az egyik legelterjedtebb megközelítés, amely során a tanulmányok hatásméretét súlyozott átlagként számítják ki, és a súlyok az egyes tanulmányok hatásbecslésének fordított varianciájával arányosak. A nagyobb tanulmányok, amelyek kisebb véletlen szórással rendelkeznek, nagyobb súlyt kapnak. Más népszerű módszerek közé tartozik a Mantel-Haenszel-módszer és a Peto-módszer.
A génexpresszióval kapcsolatos metaanalízisek például a mikroRNS-ek differenciális kifejeződésének tanulmányozására irányulnak, hogy azonosítsák a különböző sejt- vagy szövettípusokban, illetve betegségekben jelenlévő mikroRNS-eket, vagy a kezelés hatásait. Az ilyen metaanalízisek segítenek új következtetések levonásában és a meglévő eredmények validálásában.
A teljes genomszekvenálás metaanalízise lehetőséget ad arra, hogy nagy mintanagyságú adatokat kombináljunk, amelyek ritka genetikai variánsok felfedezéséhez szükségesek. Ezen módszerek segítségével a ritka variánsok funkcionálisan megalapozott asszociációit is vizsgálhatjuk biobank méretű kohorszákban.
Az átfogó metaanalízisek arra is használhatók, hogy a hatások hálózatát becsüljék meg, lehetővé téve a kutatók számára, hogy a pontosabb eredmények teljesebb panorámájában vizsgálják a mintázatokat, és olyan következtetéseket vonjanak le, amelyek figyelembe veszik a tágabb kontextust (például hogyan változnak a személyiség és intelligencia közötti kapcsolatok a különböző jellemzők alapján).